# Spaans-Marokko
Het Spaans Protectoraat Marokko (Arabisch: حِمَاية إسبَانِيَا بالمَغْربْ , ḥamāyat Isbāniyā bi-l-Magrib, Spaans: Protectorado español de Marruecos) omvatte die delen van Marokko waarover Spanje, volgens de op 27 november 1912 getekende Frans-Spaanse verdragen, een protectoraat vestigde. Het bestond uit twee geografisch gescheiden delen van het huidige Marokko: vooreerst het gebied van het Rifgebergte in het noorden, en anderzijds een strook vanaf Tarfaya en Kaap Juby, in het zuidoosten en in het noorden begrensd door de rivier de Draa, grenzend aan wat later bekend werd als de Spaanse Sahara. 

## Verdeling

Verdeling Noord-West-Afrika in 1912 - geel=Spaans; donkerder geel=Spaans-Marokko; grijs=Franse koloniën; paars=Frans-Marokko; Oranje=zone van Tanger

Met het Verdrag van Fez werden in 1912 afspraken gemaakt over de overdracht van heerschappij en soevereiniteit aan Spanje en Frankrijk. Op bijgaand kaartje zijn de grenzen van Spaans-Marokko en Frans-Marokko te zien.
De havenstad Tanger werd door zijn strategische ligging een internationale zone, die gezamenlijk bestuurd werd door Spanje, Frankrijk en Groot-Brittannië. De Marokkaanse sultan had invloed op de Marokkaanse bewoners van de stad.

## Geschiedenis
Acht weken voor deze akkoorden had Frankrijk al een eigen protectoraat opgericht, Frans-Marokko, dat vrijwel het grootste gedeelte van het huidige Marokko omvatte. Het koloniaal gezag zou niet gevestigd worden vóór 1927, toen het gebied gedemilitariseerd werd. Het protectoraat duurde tot 1956, behalve in het deel dat bekendstond als het Zuiders Protectoraat, of het noordelijke deel van de drie gebieden waarin de Spaanse Sahara werd verdeeld.
Op 18 augustus 1926 werd door Prins Mulay Hassan Bin Mahdi (1912-1984), de door Spanje geïnstalleerde Kalief van Tetouan, een ridderorde, de Orde van Mehdauia gesticht. In het protectoraat verleenden de Spanjaarden zelf hun Orde van Afrika.
Spanje voerde de Vergeten Oorlog (Spaans: Guerra Olvidada) tegen de onafhankelijkheidsstrijders die ook strijd voerden in Frans-Marokko. Het bleef het gebied rond de havenstad Ifni bezetten tot het in 1969 werd gedwongen het gebied af te staan ingevolge VN-resolutie 2072 (aangenomen in 1965), waarna ook dit deel bij Marokko werd gevoegd.
De steden Ceuta en Melilla bleven na de onafhankelijkheid van Marokko in 1956 in handen van Spanje. Samen met enkele eilanden voor de Marokkaanse kust vormen deze gebieden de zogenaamde Plazas de soberanía. Marokko maakt aanspraken op deze gebieden.

## Spaanse exoniemen
De onderstaande steden en dorpen hebben zowel een Arabische als een Spaanse benaming.
| Arabische naam | Spaanse naam                    |
| -------------- | ------------------------------- |
| Al Hoceima     | Villa Sanjurjo, Villa Alhucemas |
| Asilah         | Arcila                          |
| Belyounech     | Beliones, Bullones              |
| Chefchaouen    | Chauen (Xauen)                  |
| El Jebha       | Puerto Capaz                    |
| Fnideq         | Castillejos                     |
| Ksar-el-Kebir  | Alcazarquivir                   |
| Ksar es-Seghir | Alcazarseguir                   |
| Martil         | Río Martín                      |
| M'diq          | Rincón                          |
| Msoura         | Enzora                          |
| Melillia       | Melilla                         |
| Oued Laou      | Adeláu                          |
| Ras el Ma      | Cabo de Agua                    |
| Sebta          | Ceuta                           |
| Selouane       | Zeluán                          |